# Teresa Roby
Teresa Luísa Domingos de Faria Roby Amorim (Caldas da Rainha, 18 de Julho de 1956 — Porto, 19 de Fevereiro de 2002) foi uma actriz portuguesa, prémio de interpretação feminina no Festival Internacional de Cinema de Dunquerque em 1991.

## Biografia
Teresa Roby nasceu em 18 de Julho de 1956, nas Caldas da Rainha (distrito de Leiria). Era filha do jornalista José Roby Amorim e irmã do também jornalista Nuno Roby Amorim.
Muito nova começou no teatro, nos palcos do Teatro ABC (Parque Mayer), na revista Uma No Cravo, Outra Na Ditadura estreada em 1974.
Na sua carreira no teatro salta entre companhias estabelecidas e projectos independentes como Cornucópia, Casa da Comédia, o Novo Grupo de Teatro ou a Seiva Trupe, podendo-se destacar trabalhos como Eva Perón (1978), A Paixão, Segundo Pier Paolo Pasolini (1980), encenada por Filipe La Féria (Casa da Comédia), As Fúrias (1994), de Agustina Bessa Luís, integrando o elenco do Teatro Nacional D. Maria II ou a série de espectáculos na companhia Artistas Unidos.
No cinema, Teresa Roby participou em diversos filmes podendo-se destacar o seu papel Três Palmeiras (1994) de João Botelho ou papéis secundários em  Corte de Cabelo (1996) de Joaquim Sapinho, Cinco Dias, Cinco Noites (1996) de Fonseca e Costa ou Os Mutantes (1998) de Teresa Villaverde.
Em 1991, pela sua participação em A Idade Maior, de Teresa Villaverde, Teresa Roby recebeu o prémio de interpretação feminina no Festival Internacional de Cinema de Dunquerque.
Teresa Roby morreu em 19 de Fevereiro de 2002, no Porto, vítima de cancro.

## Teatro
| Ano  | Nome                                           | Ref.        |
| ---- | ---------------------------------------------- | ----------- |
| 1974 | Uma No Cravo, Outra Na Ditadura                | [ 2 ] [ 4 ] |
| 1975 | Família até Certo Ponto!                       | [ 5 ]       |
| 1977 | A Dama Pé-de-cabra                             | [ 5 ]       |
| 1978 | Eva Perón                                      | [ 2 ]       |
| 1979 | Fastudo! Faz-tudo!! Faz Tudo!!!                | [ 5 ]       |
| 1980 | A Paixão Segundo Pier Paolo Pasolini           | [ 5 ]       |
| 1981 | Estórias de Pouca Vergonha                     | [ 5 ]       |
| 1985 | Comédia dos Anfitriões                         | [ 5 ]       |
| 1989 | Gota d'Água                                    | [ 5 ]       |
| 1991 | Nunca Nada de Minguém                          | [ 5 ]       |
| 1993 | Primavera Negra                                | [ 5 ]       |
| 1993 | Sete Portas                                    | [ 5 ]       |
| 1993 | O Tempo e o Quarto                             | [ 5 ]       |
| 1994 | As Fúrias                                      | [ 5 ]       |
| 1995 | Depois da Tempestade                           | [ 5 ]       |
| 1995 | Despir a que Está Nua                          | [ 5 ]       |
| 1996 | Prometeu - Rascunhos à Luz do Dia              | [ 5 ]       |
| 1997 | Demónios                                       | [ 5 ]       |
| 1997 | Prometeu Agrilhoado/Libertado                  | [ 5 ]       |
| 1998 | A Tragédia de Coriolano                        | [ 5 ]       |
| 1998 | Os Sete Pecados Mortais                        | [ 5 ] [ 6 ] |
| 1998 | A Queda do Egoísta Johann Fatzer               | [ 5 ]       |
| 1999 | Na Selva das Cidades                           | [ 5 ]       |
| 2000 | Porto do Século                                | [ 5 ]       |
| 2000 | Péricles - Príncipe de Tiro                    | [ 5 ]       |
| 2001 | A Hora em que Não Sabíamos Nada uns dos Outros | [ 5 ]       |
| 2001 | Os Visitantes                                  | [ 5 ]       |
| 2001 | O Caos É Vizinho de Deus                       | [ 5 ]       |
| 2001 | Vermelho (Maryposa)                            | [ 5 ]       |
| 2001 | Primárias                                      | [ 5 ]       |

## Filmografia

### Cinema
| Ano  | Nome                            | Personagem             | Ref.        |
| ---- | ------------------------------- | ---------------------- | ----------- |
| 1980 | A Santa Aliança                 |                        | [ 7 ]       |
| 1983 | Jogo de Mão                     | Teresa                 | [ 7 ] [ 8 ] |
| 1987 | Repórter X                      | Regina                 | [ 7 ] [ 8 ] |
| 1991 | A Idade Maior                   | Manuela                | [ 7 ] [ 8 ] |
| 1992 | Requiem para um Narciso (Curta) | Dona Graciete          | [ 7 ] [ 8 ] |
| 1992 | O Último Mergulho               | Mulher de Eloi dobrada | [ 7 ] [ 8 ] |
| 1994 | Três Palmeiras                  | Mulher grávida         | [ 7 ] [ 8 ] |
| 1994 | Uma Vida Normal                 | Prostituta             | [ 7 ] [ 8 ] |
| 1995 | M de Amigo (Curta)              |                        | [ 7 ] [ 8 ] |
| 1996 | Corte de Cabelo                 | Lurdes                 | [ 7 ] [ 8 ] |
| 1996 | Cinco Dias, Cinco Noites        | Júlia                  | [ 7 ] [ 8 ] |
| 1996 | Dois Dragões (Curta)            | 2.ª cozinheira         | [ 7 ] [ 8 ] |
| 1998 | Senhor Jerónimo (Curta)         | Alice                  | [ 7 ] [ 8 ] |
| 1998 | Os Mutantes                     | Mãe de Pedro           | [ 7 ] [ 8 ] |
| 2000 | A Raiz do Coração               | Mãe dos bebés          | [ 7 ] [ 8 ] |
| 2000 | Monsanto                        | Conceição              | [ 7 ] [ 8 ] |
| 2000 | Facas e Anjos                   | Emília                 | [ 7 ] [ 8 ] |
| 2001 | Ganhar a Vida                   |                        | [ 7 ] [ 8 ] |
| 2002 | A Falha                         | Elsa                   | [ 7 ] [ 8 ] |

### Televisão
| Ano  | Nome                        | Personagem           | Ref.        |
| ---- | --------------------------- | -------------------- | ----------- |
| 1979 | Zé Gato                     | Alice                | [ 7 ]       |
| 1981 | Uma Cidade como a Nossa     | Rapariga             | [ 7 ]       |
| 1985 | Contos Mágicos              | Vários papéis        | [ 7 ]       |
| 1993 | Grande Noite                | Vários papéis        | [ 7 ]       |
| 1994 | Sozinhos em Casa            | Rosa                 | [ 7 ]       |
| 1994 | Desculpem Qualquer Coisinha |                      | [ 7 ]       |
| 1994 | Pátio da Fama               |                      | [ 7 ] [ 9 ] |
| 1995 | Tudo ao Molho e Fé em Deus  | Blonde               | [ 7 ]       |
| 1995 | Os Malucos do Riso          | Vários papéis        | [ 7 ]       |
| 1995 | A Mulher do Senhor Ministro | Vários papéis        | [ 7 ]       |
| 1998 | Débora                      | Jornalista           | [ 7 ]       |
| 1999 | Esquadra de Polícia         | Mulher de Manuel     | [ 7 ]       |
| 1999 | O Fura-Vidas                | Paulina              | [ 7 ]       |
| 1999 | Clube dos Campeões          | Repórter             | [ 7 ]       |
| 2000 | A Senhora Ministra          | Margarida Margarante | [ 7 ]       |
| 2001 | A Senhora das Águas         | Parteira             | [ 7 ]       |
| 2002 | Cuidado com as Aparências   |                      | [ 7 ]       |